# حقل كركوك
حقل كركوك هو حقل نفطي يقع في كركوك، العراق. اكتشفته شركة البترول التركية في بابا كركر عام 1927. وبدأت شركة نفط العراق (IPC) إنتاجه عام 1934 عند اكتمال خطوط الأنابيب بقطر ١٢ بوصة من كركوك ( العراق تحت الانتداب البريطاني) إلى حيفا ( فلسطين تحت الانتداب البريطاني ) وطرابلس ( لبنان الكبير تحت الانتداب الفرنسي). ومنذ ذلك الحين، ظلّ الحقل أهمّ جزء من إنتاج النفط في شمال العراق، بأكثر من 10 بليون برميل (1.6 بليون متر مكعب) من احتياطيات النفط المؤكدة المتبقية في عام 1998. وبعد حوالي سبعة عقود من التشغيل، لا تزال كركوك تنتج ما يصل إلى 1 مليون برميل لكل يوم (160,000 متر مكعب لكل يوم)، وهو ما يقرب من نصف إجمالي صادرات النفط العراقية.[بحاجة لمصدر] يتم الآن تصدير النفط من حقل كركوك النفطي عبر خط أنابيب كركوك-جيهان النفطي، والذي يمتد إلى ميناء جيهان التركي على البحر الأبيض المتوسط.
يعتقد بعض المحللين أن سوء إدارة المكامن خلال عهد صدام حسين ربما ألحق أضرارًا جسيمة، بل ودائمة، بحقل كركوك النفطي. وقد أظهر أحد الأمثلة ما يُقدر بـ 1.5 بليون برميل (240 مليون متر مكعب) النفط الخام. من فائض زيت الوقود الذي يُعاد حقنه. وتشمل المشاكل الأخرى مخلفات التكرير والنفط المُجرّد من الغاز. وقد أدت إعادة حقن زيت الوقود إلى زيادة لزوجة النفط في كركوك، مما زاد من صعوبة وتكلفة استخراج النفط من الأرض.
في 11 يوليو/تموز 2014، سيطرت قوات حكومة إقليم كردستان على حقل كركوك النفطي، إلى جانب حقل باي حسن، مما أثار إدانة من بغداد وتهديدًا بعواقب وخيمة إذا لم تتم إعادة حقول النفط إلى سيطرة العراق.
في أعقاب الاستفتاء الكردي، كجزء من الصراع العراقي الكردي عام 2017، عادت السيطرة على حقول النفط، إلى جانب كامل محافظة كركوك تقريبًا، إلى حكومة العراق.